# Namakura gatana
Namakura gatana (japonsky なまくら刀) nebo též Hanawa Hekonai meitó no maki (japonsky 塙凹内名刀之巻; v překladu „Filmové pásmo slavného meče Hanawi Hekonaie“) je japonský krátkometrážní animovaný film z roku 1917, jehož autorem Džun’iči Kóuči. Film byl nalezen v březnu 2008 ve starožitnictví v Ósace. Je černobílý, němý, trvá čtyři minuty a vypráví příběh o samuraji, jenž koupil meč s tupým ostřím. Film byl vydán 30. června 1917 a jedná se o jedno z nejranějších děl anime.
Namakura gatana (v překladu „meč s tupým ostřím“, kdy gatana je rendaku katany) je krátký komediální film, který vypráví příběh o hloupém samuraji a jeho meči, s nímž nelze porazit ani toho nejslabšího bojovníka. Samuraj se snaží přijít na to, proč jeho meč neseká, a proto náhodně útočí na obyvatele města, kteří se brání.